# 잘츠부르크 동물원
잘츠부르크 동물원(독일어: Zoo Salzburg)은 오스트리아 잘츠부르크주 잘츠부르크에 있는 동물원이다. 14 헥타르 규모의 이 동물원은 헬브룬 궁전의 궁전 공원의 일부이며, 남쪽으로는 아니프 지방자치단체와 접해 있다. 동물원에는 150종, 약 1,500마리의 동물을 사육하고 있다.